# Saint-Cyr-en-Arthies
Saint-Cyr-en-Arthies is een gemeente in het Franse departement Val-d'Oise (regio Île-de-France) en telt 226 inwoners (1999). De plaats maakt deel uit van het arrondissement Pontoise.

## Geografie
De oppervlakte van Saint-Cyr-en-Arthies bedraagt 3,9 km², de bevolkingsdichtheid is 57,9 inwoners per km².
De onderstaande kaart toont de ligging van Saint-Cyr-en-Arthies met de belangrijkste infrastructuur en aangrenzende gemeenten.

## Demografie
Onderstaande figuur toont het verloop van het inwonertal (bron: INSEE-tellingen).